# パスカ

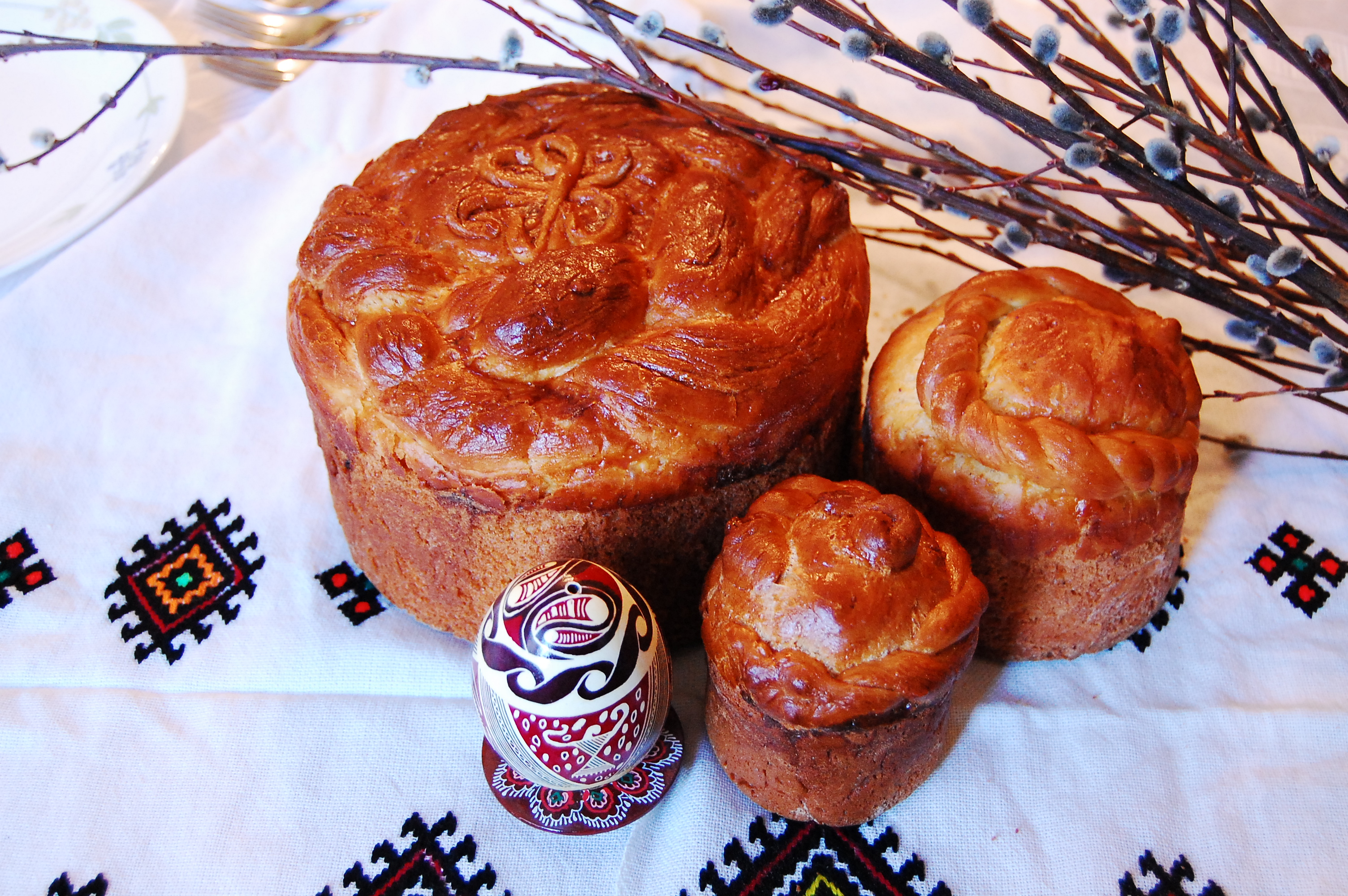
パスカとプィーサンカ。

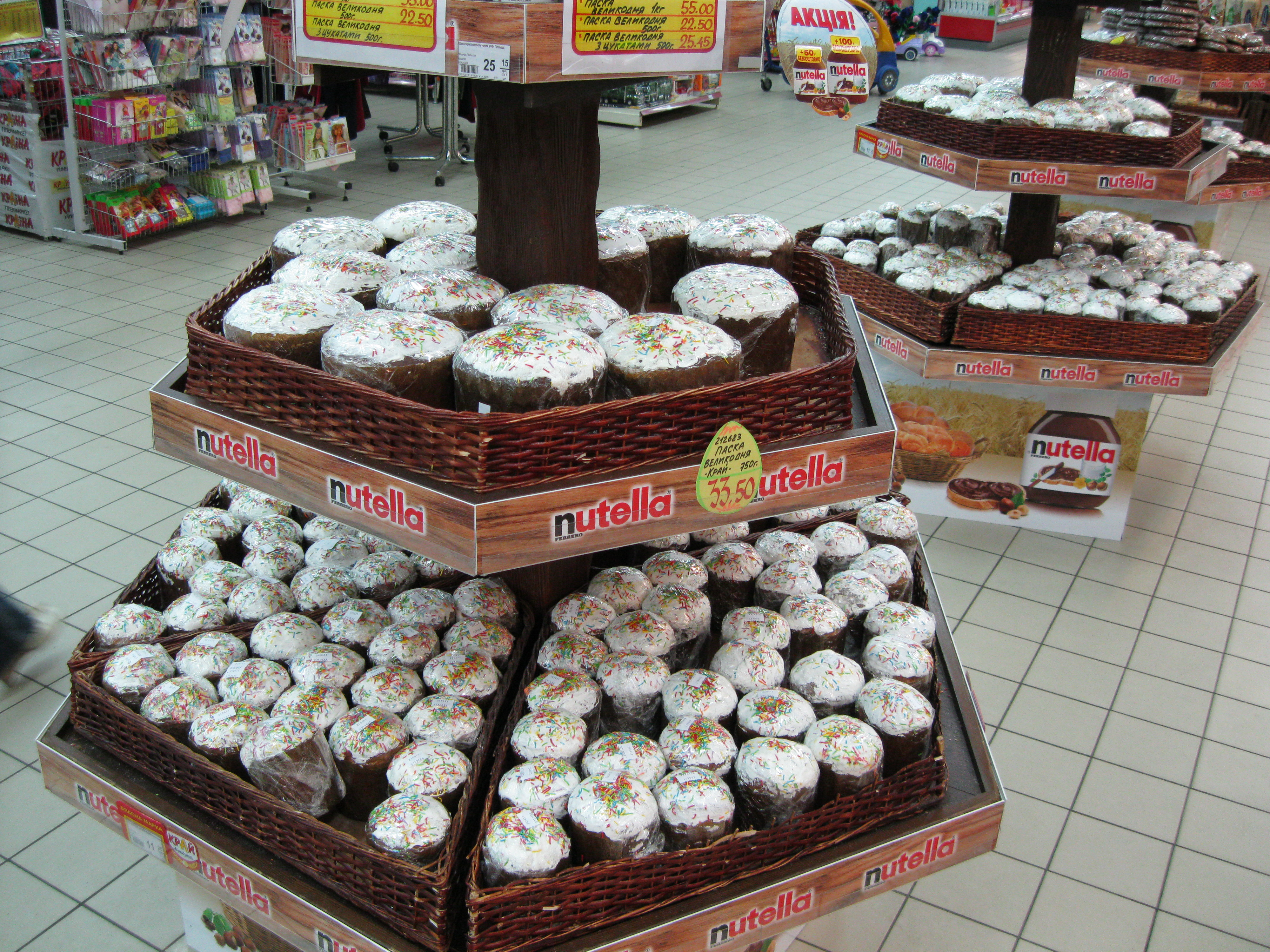
スーパーマーケットで売られるパスカ。2011年、キーウ（キエフ）で撮影。

パスカ(paska, ウクライナ語: паска)は、ウクライナ、ルーマニア、ポーランド、スロバキア等の中欧・東欧の国で復活祭の期間中にキリスト教信者が食べるパンである。アメリカ合衆国、カナダ、イギリス等、該当地域からの移民が多い国でも食べられることがある。パスカはバター、卵、砂糖から作られる。またつや出しに卵と水を混ぜたものが使われる。
パスカの様々な特徴にはキリスト教の象徴が関連付けられている。例えばパスカの中身は、黄色と白色の渦模様になっているが、これはキリストの復活を、白い部分は聖霊を表していると言われている。また、マラスキーノ・チェリーが入れられる場合もあるが、これはキリストの復活を祝したロイヤルジュエルを象徴していると言われる。
ウクライナなどではパスカや卵などの食材をバスケットに詰め、そのバスケットを復活祭の朝の奉神礼（礼拝）の際に教会に持ち寄り、司祭などの聖職者から清めと祝福を受けたのち、バスケットを持ち帰り家族一同でその食材を食するのが習慣である。
パスカは、卵、牛乳、ビートをホースラディッシュ、キルバサと混ぜたチーズに似た淡白な甘さの「フルドカ」と呼ばれるカスタードと一緒に食べられる。

## アメリカ合衆国でのパスカ
アメリカ合衆国には、メノナイトとモロカン派によって持ち込まれたと考えられており、アメリカ合衆国中西部でピエロギやキルバサ等の西ヨーロッパから伝わった他の食物とともに食べられる。
アメリカ合衆国のパスカは小麦粉、クリーム、砂糖、卵、バター、固形イーストから作られる。スライスしたものにカッテージチーズと卵黄から作られたチーズスプレッドが塗られることもある。白いアイシングが施されることや虹色に着色されることもある。アメリカ合衆国の一部で作られるホワイトレーズンを使ったものは、「天国から降りてきた生きたパン」を象徴していると言われる。このパンは、伝統的に復活祭の日に食べられる。